# Шерешово
Шерешо́во або Шерешів (біл. Шарашова/Шарашоў, пол. Szereszow) — селище міського типу в Пружанському районі Берестейської області Білорусі на річці Ліва Лісова за 20 км на захід від Пружан у бік Біловезької пущі, 32 км від залізничної станції Оранчиці на лінії Берестя — Барановичі, 97 км від Берестя. Населення 1889 мешканців (2009).

## Географія

### Клімат
Клімат у населеному пункті вологий континентальний («Dfb» за класифікацією кліматів Кеппена). Опадів 588 мм на рік. Найменша кількість опадів спостерігається в лютому й сягає у середньому 29 мм. Найбільша кількість опадів випадає в липні — близько 78 мм. Різниця в опадах між сухими та вологими місяцями становить 49 мм. Пересічна температура січня — -5,1 °C, липня — 17,8 °C. Річна амплітуда температур становить 22,9 °C.
| Клімат                            | Клімат | Клімат | Клімат | Клімат | Клімат | Клімат | Клімат | Клімат | Клімат | Клімат | Клімат | Клімат | Клімат |
| Показник                          | Січ.   | Лют.   | Бер.   | Квіт.  | Трав.  | Черв.  | Лип.   | Серп.  | Вер.   | Жовт.  | Лист.  | Груд.  | Рік    |
| Середній максимум, °C             | −2,1   | −0,7   | 4,3    | 12,4   | 18,9   | 22,1   | 23,4   | 22,8   | 18,0   | 11,8   | 4,7    | 0,1    | 11,3   |
| Середня температура, °C           | −5,1   | −3,9   | 0,5    | 7,4    | 13,2   | 16,5   | 17,8   | 17,2   | 13,0   | 7,8    | 2,3    | −2,3   | 7,0    |
| Середній мінімум, °C              | −8     | −7,1   | −3,2   | 2,5    | 7,6    | 11,0   | 12,3   | 11,7   | 8,1    | 3,9    | −0,1   | −4,7   | 2,8    |
| Норма опадів, мм                  | 35     | 29     | 31     | 40     | 56     | 72     | 78     | 65     | 54     | 42     | 43     | 43     | 588    |
| --------------------------------- | ------ | ------ | ------ | ------ | ------ | ------ | ------ | ------ | ------ | ------ | ------ | ------ | ------ |
| Джерело: Climate-Data.org (англ.) |        |        |        |        |        |        |        |        |        |        |        |        |        |

## Історія
Шерешове вперше згадується 26 січня 1380 року у грамоті Великого князя Литовського Вітовта про подарунок Шерешова Миколі Насуті. Потім Шерешовим володіли Забтезінські, після того Іліничі.
З 1536 року воно належить королеві Боні Сфорца і в період між 1536 і 1559 роками набуває статус містечка. З 1566 року Шерешове в Берестейському повіті Великого князівства Литовського, а з 1569 року переходить до складу королівських помість. Шерешове відігравало важливу роль у забезпеченні безпеки двох столиц Великого князівства Литовського Вільна і Кракова. Тут пролягав транспортний шлях Кам'янець — Шерешове — Жолобастий Міст — Новий Двір.
Під час походу Стефана Баторя на царя Івана Грізного, що зайняв Ліфляндію у 1578 році, в Шерешові був збірний пункт польсько-литовських військ. Під час воєн середини 17 — початку 18 століть Шерешове неодноразово було зруйноване, у 1661 році через це звільнено на 4 роки від податків казні́. У 1726 році Шерешове отримало магдебурзьке право.
У 1760 році побудована Пречістенська церква, в 1779 році коло неї побудована дзвіниця. У 1790-х роках в Шерешові понад 3360 жителів, 560 будинків. На 1793 рік це містечко, в центрі якого розташована ратуша, з 16-ма лавками і торговою площею навколо неї, а також 5 вулиць і більше 500 будинків, дерев'яний палац шерешовського старости князя Адама Чарториського. Адам Чарториський отримав Шерешове в придане від княжни Ізабелли Флемінг.
З 1795 року містечко, центр волості Пружанского повіту у складі Росії. Мешканці Шерешова активно сприяли повстанцям 1863—1864 років.
У 1897 році було 9196 мешканців, з них 4217 чоловіків і 4979 жінок. Із загальної чисельності населення 4831 були євреями. Було 1584 будинки, 9 дрібних підприємств, народне училище. З 1915 по 1919 роки окупована кайзеровськими військами. З 1921 року у місто складі Польщі, центр ґміни Пружанского повіту.
1 квітня 1934 р. Шерешово втратило статус міста.
17 вересня 1939 року в Шерешові встановлено радянську владу. З 15 січня 1940 року селище міського типу, центр району. Окуповане німецько-фашистськими військами з 23 червня 1941 року до 17 липня 1944 року. Все єврейське населення знищено. З 17 грудня 1956 року у Пружанському районі.

## Населення
За переписом населення Білорусі 2009 року чисельність населення смт становила 1889 осіб.

### Національність
Розподіл населення за рідною національністю за даними перепису 2009 року:
| Національність                | Осіб | Відсоток |
| ----------------------------- | ---- | -------- |
| білоруси                      | 1625 | 86,02 %  |
| поляки                        | 145  | 7,68 %   |
| росіяни                       | 73   | 3,86 %   |
| українці                      | 36   | 1,91 %   |
| національність не повідомлена | 4    | 0,21 %   |
| молдовани                     | 2    | 0,11 %   |
| узбеки                        | 2    | 0,11 %   |
| чуваші                        | 1    | 0,05 %   |
| удмурти                       | 1    | 0,05 %   |
| Разом                         | 1889 | 100 %    |

## Промисловість
Мебльова і харчова промисловість.

## Пам'ятки архітектури
В Шерешові збереглося пам'ятки дерев'яного зодчества: Костел Пресвятої Трійці (1848), дзвіниця (1799) у стилі бароко і Петропавлівська церква (1824), побудована у класичному стилі.

## Відомі особистості

### Народилися
- Чаранович Сергій В'ячеславович (нар. 1958) — білоруський графік.